# Pieter Feith

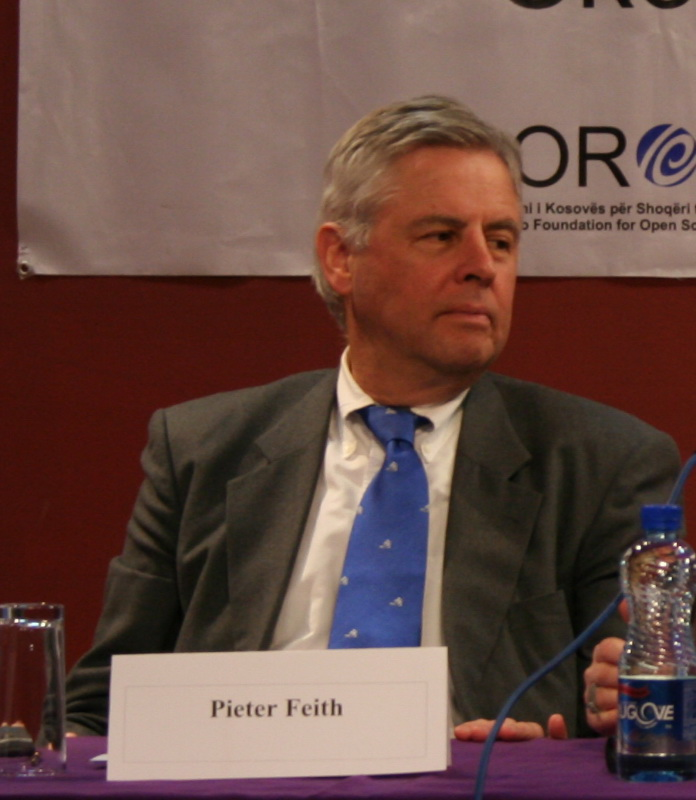
Pieter Feith (2008)

Pieter Cornelis Feith (Rotterdam, 9 februari 1945) is een Nederlandse voormalig diplomaat.
Feith, telg uit de adellijke tak van het geslacht Feith, studeerde politicologie aan de Universiteit van Lausanne en studeerde ook aan de Fletcher School of Law and Diplomacy in Medford waar hij een MA-graad behaalde. Hij was werkzaam bij de Nederlands diplomatieke dienst en later in diverse functies bij de NAVO en de Europese Unie.
Van 2008 tot 2011 gaf hij leiding aan het team van EU-vertegenwoordigers in Kosovo en keurde hij de Kosovaarse grondwet goed. In mei 2011 werd zijn mandaat niet verlengd vanwege een "dubbele pet," daar hij ook de international civilian office vertegenwoordigt. Deze vertegenwoordiging werd juist als een voordeel gezien bij zijn benoeming. Die laatste functie vervulde hij tot 2012.
Jhr. P.C. Feith MA, die een Zweedse moeder heeft, trouwde met de Zweedse gravin Christina Wachtmeister; zij kregen drie dochters.